# Maria Montessori : Une vie au service des enfants
Maria Montessori : Une vie au service des enfants (Maria Montessori - Una vita per i bambini) est un téléfilm italien en deux parties réalisés par Gianluca Maria Tavarelli.
La fiction narre l'histoire de Maria Montessori, célèbre pédagogue italienne et créatrice de la méthode qui porte son nom, encore aujourd'hui célèbre et proposée dans le monde entier.

## Synopsis
En 1893, Maria Montessori est la première femme diplômée de la faculté de médecine de Rome. Malgré la misogynie de  l'époque, elle parvient, grâce au professeur Giuseppe Montessano, à se spécialiser en psychiatrie infantile, car Maria s'intéresse au sort des enfants abandonnés et recueillis dans les asiles. Elle entreprend de sauver ceux qui sont aptes à étudier. Maria propose alors une alternative pour les soigner : la pédagogie.

## Fiche technique
- Titre français : Maria Montessori : Une vie au service des enfants
- Titre original : Maria Montessori - Una vita per i bambini
- Réalisation : Gianluca Maria Tavarelli
- Scénario : Gianmario Pagano et Monica Zapelli, d'après une histoire de Pietro Valsecchi, Gianmario Pagano et de l'auteur Gianluca Maria Tavarelli
- Décors : Sonia Peng
- Costumes : Claudio Cordaro
- Photographie : Roberto Forza
- Montage : Alessandro Heffler
- Musique : Marco Betta
- Production : Anatole Dauman
- Société de production : Taodue
- Pays d'origine :  Italie
- Langue originale : Italien
- Genre : Drame biographique
- Durée : 200 minutes (les deux épisodes)
- Dates de diffusion : 
  -  Italie : 28 mai 2007 et le 30 mai 2007 sur Canale 5 (diffusé en deux parties)
  -  France : 20 août 2008 et le 18 janvier 2012 sur M6

## Distribution
- Paola Cortellesi (VF : Ivana Coppola) : Maria Montessori
- Massimo Poggio : Giuseppe Montesano
- Gianmarco Tognazzi : Cardi
- Alberto Maria Merli : Alessandro Montessori
- Imma Piro : Teresa
- Lisa Gastoni (VF : Monique Nevers) : Gemma Montesano
- Giulia Lazzarini : Renilde Montessori
- Alberto Cracco : Preside Baccelli
- Alessandro Lucente : Mario Montessori
- Gianni Bisacca (VF : Jean-François Kopf) : Talamo
- Anna Cianca : Carla
- Silvana De Santis : Ada
- Susy Laude : Rita
- Alba Rohrwacher : Anna
- Fulvio Pepe (VF : Gabriel Bismuth-Bienaimé) : Giovanni Martinelli
- Giusto Lo Piparo : Direttore didattico

## Commentaire
- Initialement, le rôle avait été écrit pour Claudia Pandolfi, mais une grossesse imprévue de l'actrice l'a empêché d'interpréter le rôle. C'est finalement Paola Cortellesi qui a été choisie pour prendre sa place.